# Летавка (Україна)
Лета́вка — річка в Україні, в межах Чемеровецької селищної громади Кам'янець-Подільського району Хмельницької області. Права притока Жванчика (басейн Дністра).

## Опис
Довжина 11 км. Площа водозбірного басейну 23,3 км². Долина неглибока, в пониззі вузька і глибша. Річище слабозвивисте. Є кілька ставків. 

## Розташування
Летавка бере початок на південь від села Чагарівка. Тече на південний схід і схід. Впадає до Жванчика в межах села Зарічанка. 
Над річкою розташовані села: Летава і Зарічанка.